# Liste des épisodes de Star Trek: Enterprise

Cette page présente la liste des épisodes de la série télévisée Star Trek: Enterprise.

## Première saison (2001-2002)
1. En avant toute : 1re partie (Broken Bow: Part I)
2. En avant toute : 2e partie (Broken Bow: Part II)
3. Mission d'exploration (Fight or Flight)
4. Le Peuple de la grotte (Strange New World)
5. Les Xyrilliens (Unexpected)
6. La Colonie perdue (Terra Nova)
7. Sanctuaire (The Andorian Incident)
8. La Comète (Breaking the Ice)
9. Questions de civilisations (Civilization)
10. Pirates (Fortunate Son)
11. Guerre temporelle (Cold Front)
12. Voyageur inconnu (Silent Enemy)
13. L'Évolution de l'espèce (Dear Doctor)
14. Mission de sauvetage (Sleeping Dogs)
15. Enlèvement (Shadows of P'Jem)
16. Compagnons d'armes (Shuttlepod One)
17. L'Esprit vulcain (Fusion)
18. Les chasseurs (Rogue Planet)
19. Règles de l'abordage (Acquisition)
20. Vaisseau fantôme (Oasis)
21. Détenus (Detained)
22. Passager clandestin (Vox Sola)
23. Incident diplomatique (Fallen Hero)
24. La Traversée du désert (Desert Crossing)
25. Vacances sur Risa (Two Days and Two Nights)
26. Ondes de choc : 1re partie (Shockwave: Part I)

## Deuxième saison (2002-2003)
1. Ondes de choc : 2e partie (Shockwave: Part II)
2. Premier contact (Carbon Creek)
3. Le Choix d'Archer (Minefield)
4. La Station service (Dead Stop)
5. Mon ami Porthos (A Night in Sickbay)
6. Les Maraudeurs (Marauders)
7. Mission secrète (The Seventh)
8. Objet contaminant (The Communicator)
9. Anarchie sur l'Enterprise (Singularity)
10. Une peur invisible (Vanishing Point)
11. La Princesse (Precious Cargo)
12. Les Déserteurs (The Catwalk)
13. Crépuscule (Dawn)
14. Contamination (Stigma)
15. Le Négociateur (Cease Fire)
16. Le Vaisseau du futur (Future Tense)
17. Prisonnier (Canamar)
18. Les Envahisseurs (The Crossing)
19. Le Procès (Judgment)
20. Le Deuil (Horizon)
21. Tolérance (The Breach)
22. Le Troisième sexe (Cogenitor)
23. Une découverte dangereuse (Regeneration)
24. L'Étoffe d'un héros (First Flight)
25. Chasseur de primes (Bounty)
26. Menace sur la Terre (The Expanse)

## Troisième saison (2003-2004)
1. À la recherche des Xindis (The Xindi)
2. La Fin justifie les moyens (Anomaly)
3. Métamorphoses (Extinction)
4. L'Espion qui l'aimait (Rajiin)
5. Piégée (Impulse)
6. La Belle et la bête (Exile)
7. Cargaison maudite (The Shipment)
8. Une autre dimension (Twilight)
9. Les Hors-la-loi (North Star)
10. Le Clone (Similitude)
11. Virus (Carpenter Street)
12. Les Ennemis de la vérité (Chosen Realm)
13. Un allié incertain (Proving Ground)
14. Simulations (Stratagem)
15. Le Cobaye (Harbinger)
16. Seul dans l'espace (Doctor's Orders)
17. Mutinerie (Hatchery)
18. Intrigues (Azati Prime)
19. Le Devoir du capitaine (Damage)
20. L'Alliance de l'espoir (The Forgotten)
21. Conflit de génération (E²)
22. Le Conseil (The Council)
23. Compte à rebours (Countdown)
24. Le Dernier combat (Zero Hour)

## Quatrième saison (2004-2005)
1. Résistance : 1re partie (Storm Front: Part I)
2. Résistance : 2e partie (Storm Front: Part II)
3. Retour au bercail (Home)
4. Les Améliorés (Borderland)
5. Les Embryons (Cold Station 12)
6. Poursuite (The Augments)
7. Le Pèlerin du désert (The Forge)
8. Les Dissidents (Awakening)
9. Kir'Shara (Kir'Shara)
10. Le Puits noir (Daedalus)
11. L'Expérience témoin (Observer Effect)
12. Rumeurs de guerre (Babel One)
13. Pacte fragile (United)
14. Les Pacifistes (The Aenar)
15. Épidémie (Affliction)
16. Éradication (Divergence)
17. Le Lien (Bound)
18. Le Côté obscur du miroir : 1re partie (In a Mirror, Darkly: Part I)
19. Le Côté obscur du miroir : 2e partie (In a Mirror, Darkly: Part II)
20. L'Enfant (Demons)
21. Terra Prime (Terra Prime)
22. Le Dernier voyage (These Are the Voyages...)